# Atlanta Steam
Die Atlanta Steam sind ein in Duluth im Bundesstaat Georgia beheimatetes Arena-Football-Damen-Team. Sie spielen in der Eastern Conference der US-amerikanischen Legends Football League (LFL).

## Resultate
| Saison | Siege | Nieder- lagen | Unent- schieden | Platzierung              | Play-off-Ergebnis |
| ------ | ----- | ------------- | --------------- | ------------------------ | --- |
| 2019   | 3     | 1             | 0               | 3. 1                     | 14:38-Niederlage gegen Seattle Mist im Halbfinale                                                                                     |
| 2018   | 2     | 2             | 0               | 3. Eastern Conference    | nicht qualifiziert |
| 2017   | 2     | 2             | 0               | 2. Eastern Conference    | 14:6-Sieg gegen Chicago Bliss im Eastern Conference Championshipsgame 28:38-Niederlage gegen Seattle Mist im Legends Cup 2017         |
| 2016   | 1     | 3             | 1               | 2. Eastern Conference    | 30:25-Niederlage gegen Chicago Bliss im Eastern Conference Championshipsgame                                                          |
| 2015   | 3     | 3             | 0               | 2. Eastern Conference    | 41:6-Niederlage gegen Chicago Bliss im Eastern Conference Championshipsgame                                                           |
| 2014   | 3     | 1             | 1               | 1. Eastern Conference    | 20:14-Sieg gegen Jacksonville Breeze im Eastern Conference Championshipsgame 24:18-Niederlage gegen Chicago Bliss im Legends Cup 2014 |
| 2013   | 2     | 1             | 1               | 1. Southeastern Division | 20:28-Niederlage gegen Philadelphia Passion im Eastern Conference Division Championshipsgame                                          |

## Aktueller Kader
| #  | Name               | Position                         |
| -- | ------------------ | -------------------------------- |
| 01 | Keyasia Tibbs      | Wide Receiver, Runningback       |
| 02 | Christina Mattis   | Wide Receiver                    |
| 03 | Dominique Jennings | Middle Linebacker, Defensive End |
| 04 | Michelle Marshall  | Wide Receiver, Cornerback        |
| 05 | Melody Myatt       | Cornerback                       |
| 06 | Alfye Gore         | Runningback                      |
| 07 | Samantha Isla      | Strong Safety                    |
| 08 | Kimberly Brown     | Defensive End                    |
| 09 | Azereon Johnson    | Free Safety                      |
| 10 | Amber Clark        | Cornerback                       |
| 11 | Keyon Harrison     | Offensive Line, Defensive Line   |
| 12 | Rachel Blacklock   | Defensive End                    |
| 13 | Aubrey Williams    | Tight End, Defensive End         |
| 14 | Lauran Ziegler     | Wide Receiver, Free Safety       |
| 15 | Jolie Efezokhae    | Tight End, Strong Safety         |
| 16 | Janina Francis     | Wide Receiver, Strong Safety     |
| 17 | Dina Wojowski      | Center, Defensive Line           |
| 18 | Keelei Hughes      | Quarterback                      |
| 19 | Nicole Hulce       | Wide Receiver                    |
| 20 | Megan Martinez     | Quarterback                      |